# 斯特拉斯堡民用医院
斯特拉斯堡民用医院（Hôpital civil de Strasbourg）是法国最古老的医疗机构之一。今天，它是斯特拉斯堡大学医院的主要组成部分，这是一所教学医院，也是阿尔萨斯最大的雇主，拥有超过 11,000 名员工，按质量排名法国第四。

## 历史

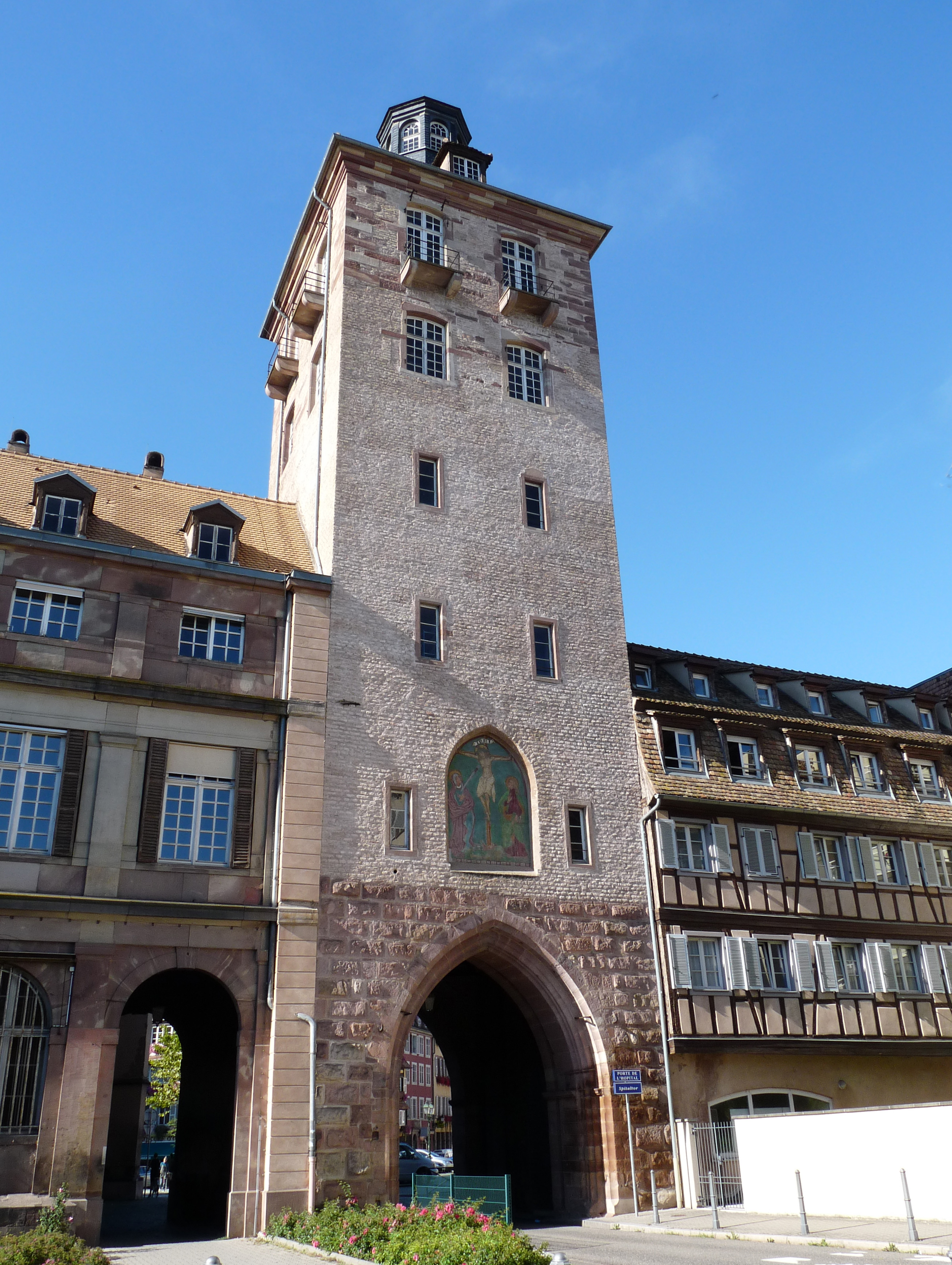
医院门 (1340)

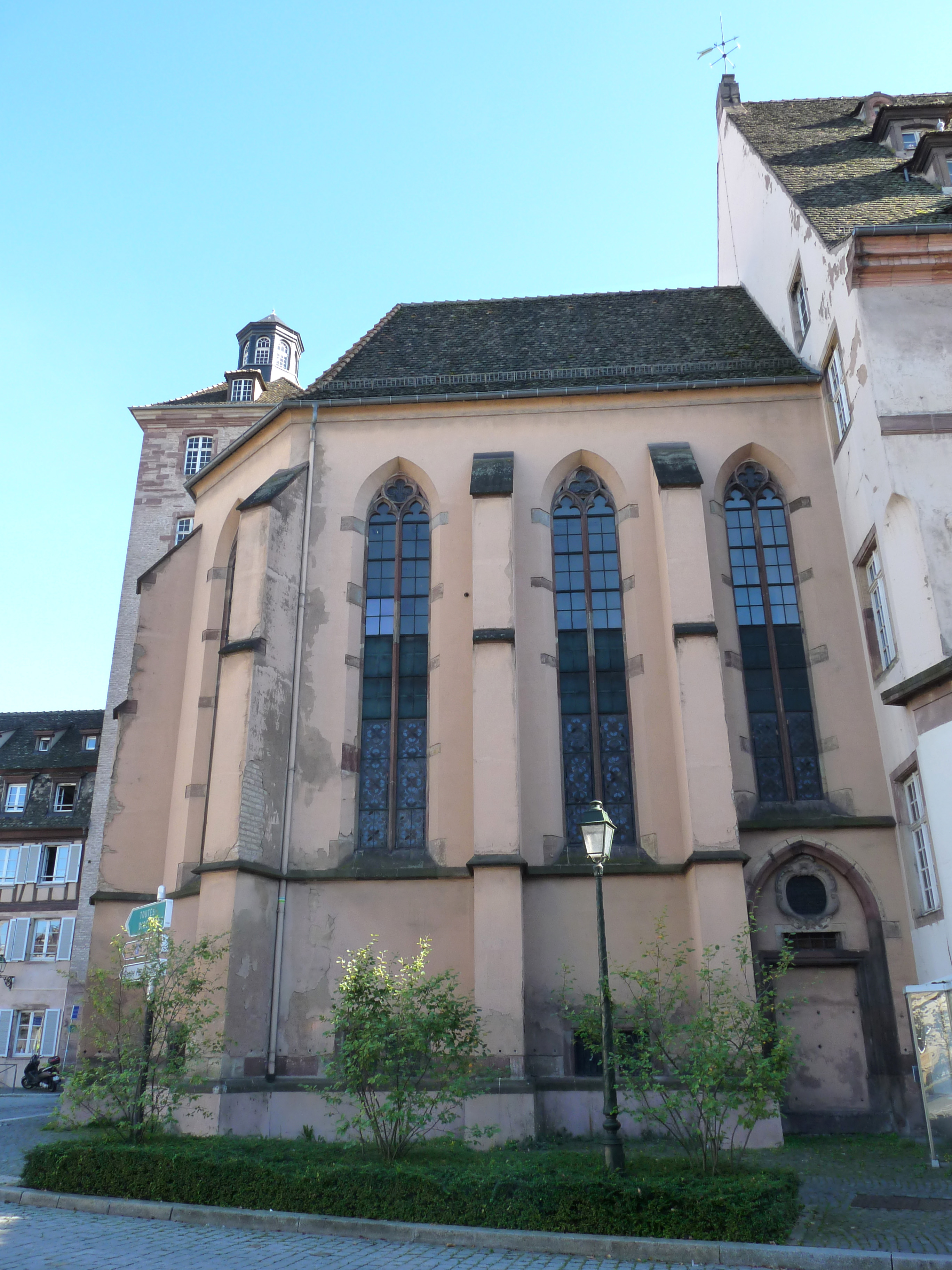
教堂 (1428)

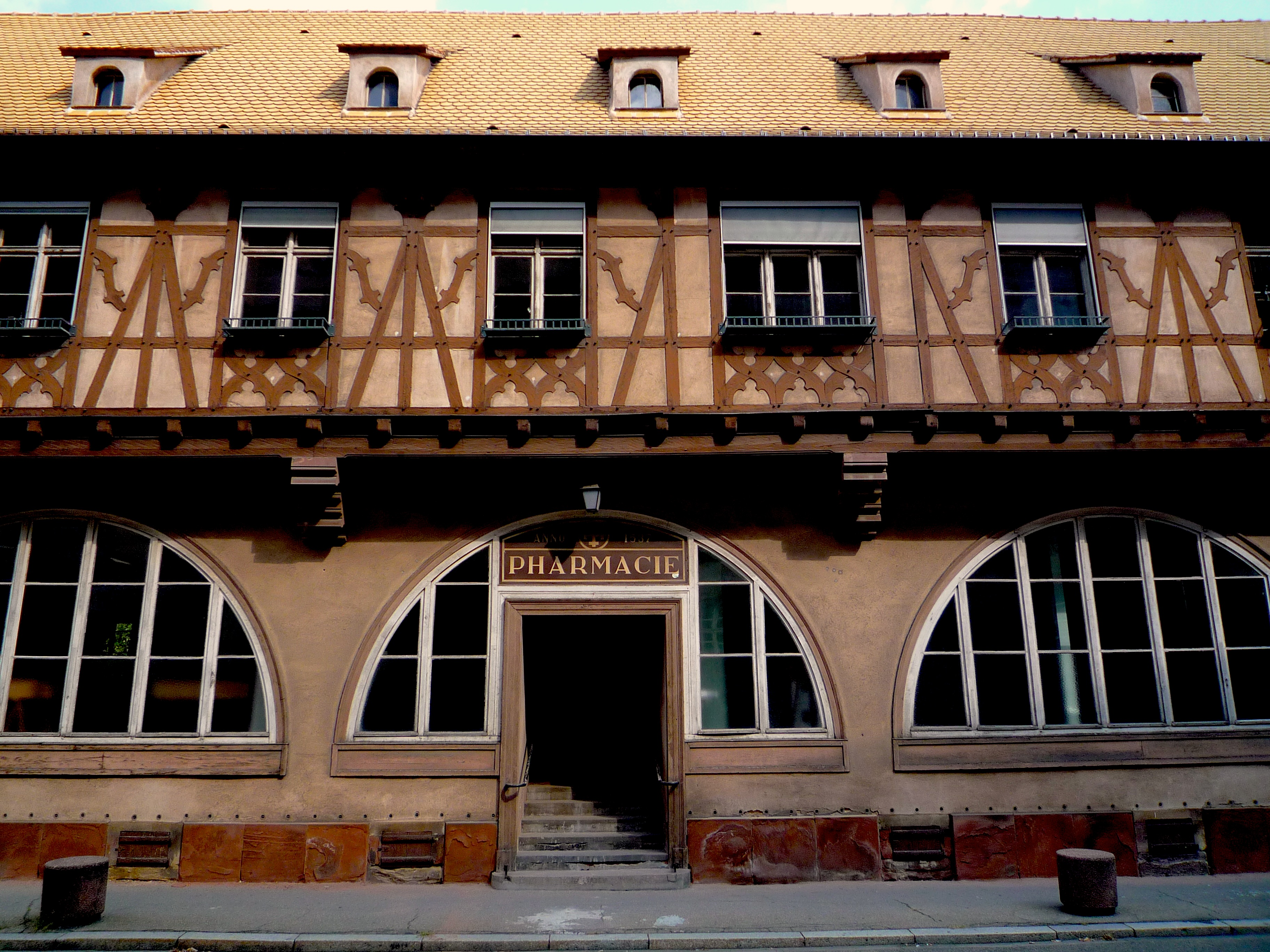
(1537

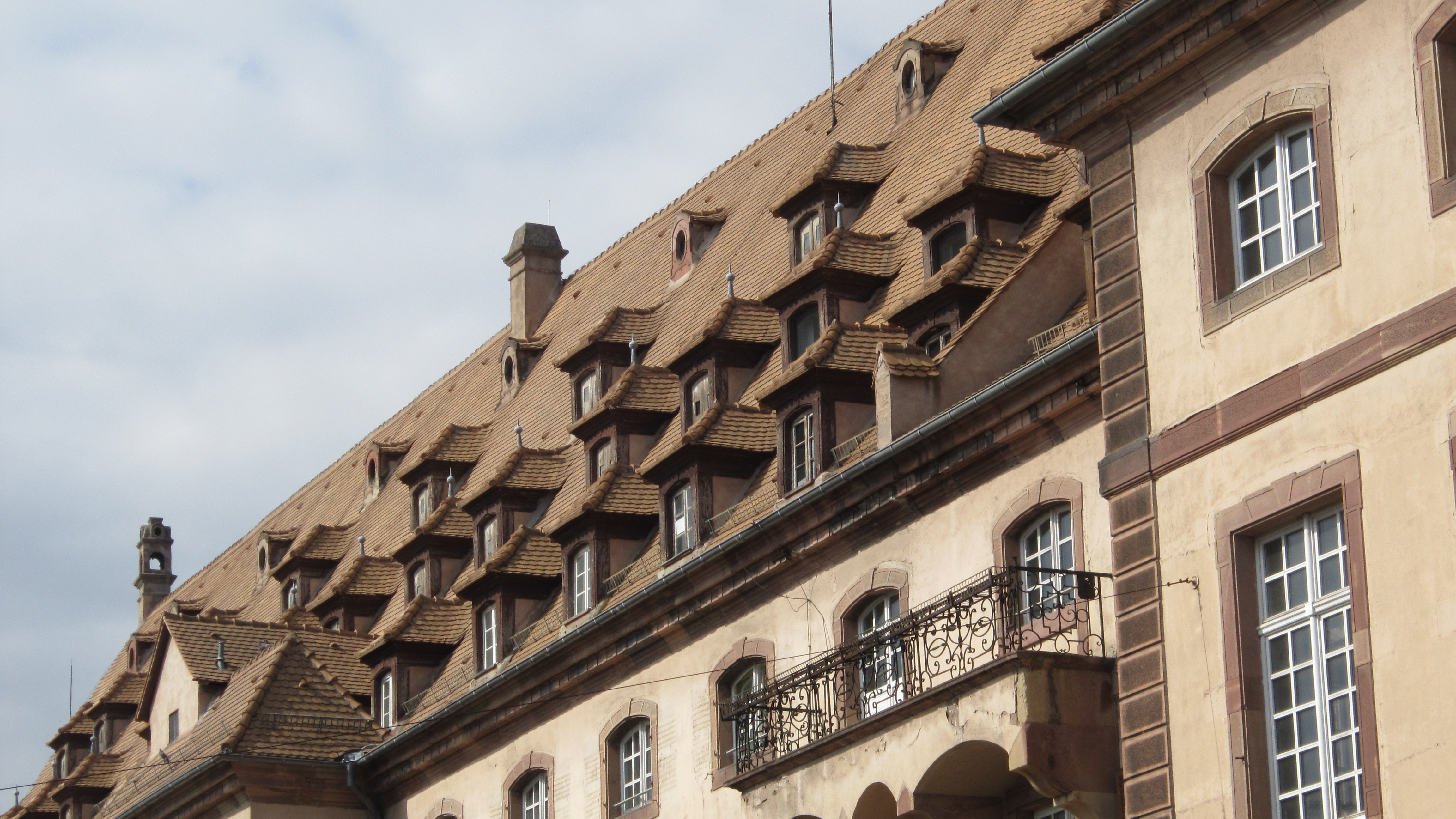
1725

### 第一医院
在斯特拉斯堡市的市政档案中，保存了一份1143年伯查德·冯·米歇尔巴赫主教（Burchard von Michelbach）的文件，提到该医院成立于 1119 年，但是另一个文献记载说成立于1105年。
第一座建筑靠近主教座堂，位于现在的老医院街（rue du vieil Hôpital）。
一个修会，可能是奥斯定会，负责照顾病人和穷人。作为一个宗教机构，医院以照顾有需要的人为使命，不拒绝任何人。神圣罗马帝国的大过渡期从1254年到1273年，是阿尔萨斯非常不稳定的时期。 医院为大量涌入的农村难民提供庇护，那里的领主争斗烧毁了许多村庄。

### 第二医院
在14世纪，斯特拉斯堡的人口因饥荒和瘟疫而锐减，于是决定把医院搬到城墙外。在城门外建造了一座新医院，这座城门被称为“医院门”（Porte de l'Hôpital）。
1716年11月6日，医院被一场大火烧毁，大火是由一名拿着蜡烛的洗衣妇引发的。它在 1717 年至 1725 年间大部分重建。

### 第三医院
2008 年，两栋新建筑在医院内启用，合称“新民用医院”（Nouvel Hôpital civil），占地 90,000 平方米。2009年1月6日举行揭幕典礼，法国总统尼古拉·萨科齐到场。新楼设有715个床位。设备包括达芬奇外科手术系统。

## 医院门
1340年的斯特拉斯堡城墙共有七个城门，其中只有一个尚存，医院门（Porte de l'hôpital，Spitaltor），包括14世纪的外墙壁画。这座城门位于老医院的入口处，紧挨着艾哈德礼拜堂。 1929年被列为法国历史遗迹。

## 礼拜堂
医院入口处的教堂（chapelle Saint-Erhard）建于1428年，供奉圣爱肋（St. Erhard）。1889年，该堂分配给新教教会。 
1670年至1878年间，它曾被用作解剖实验室（Theatrum anatomicum）.

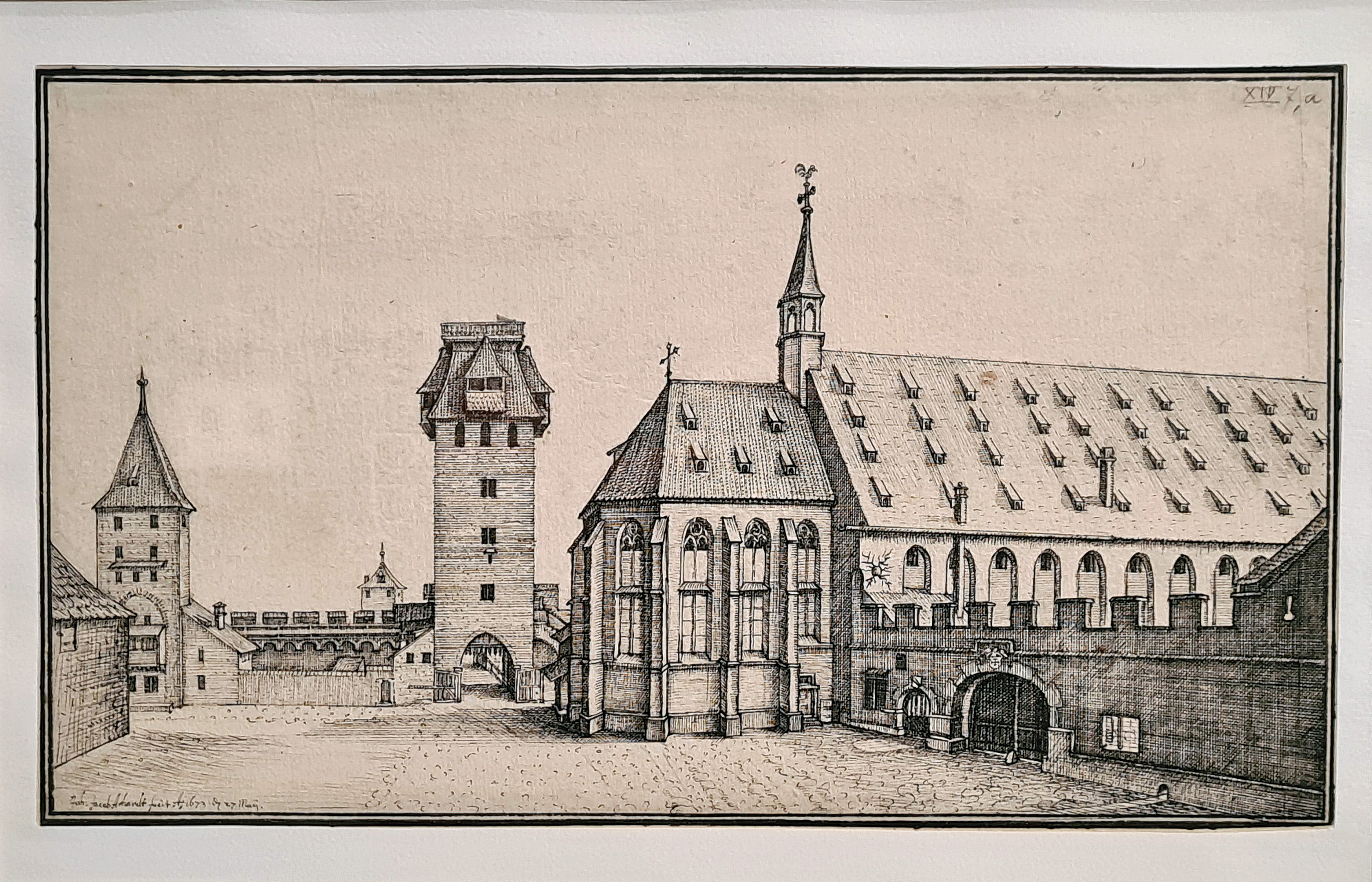
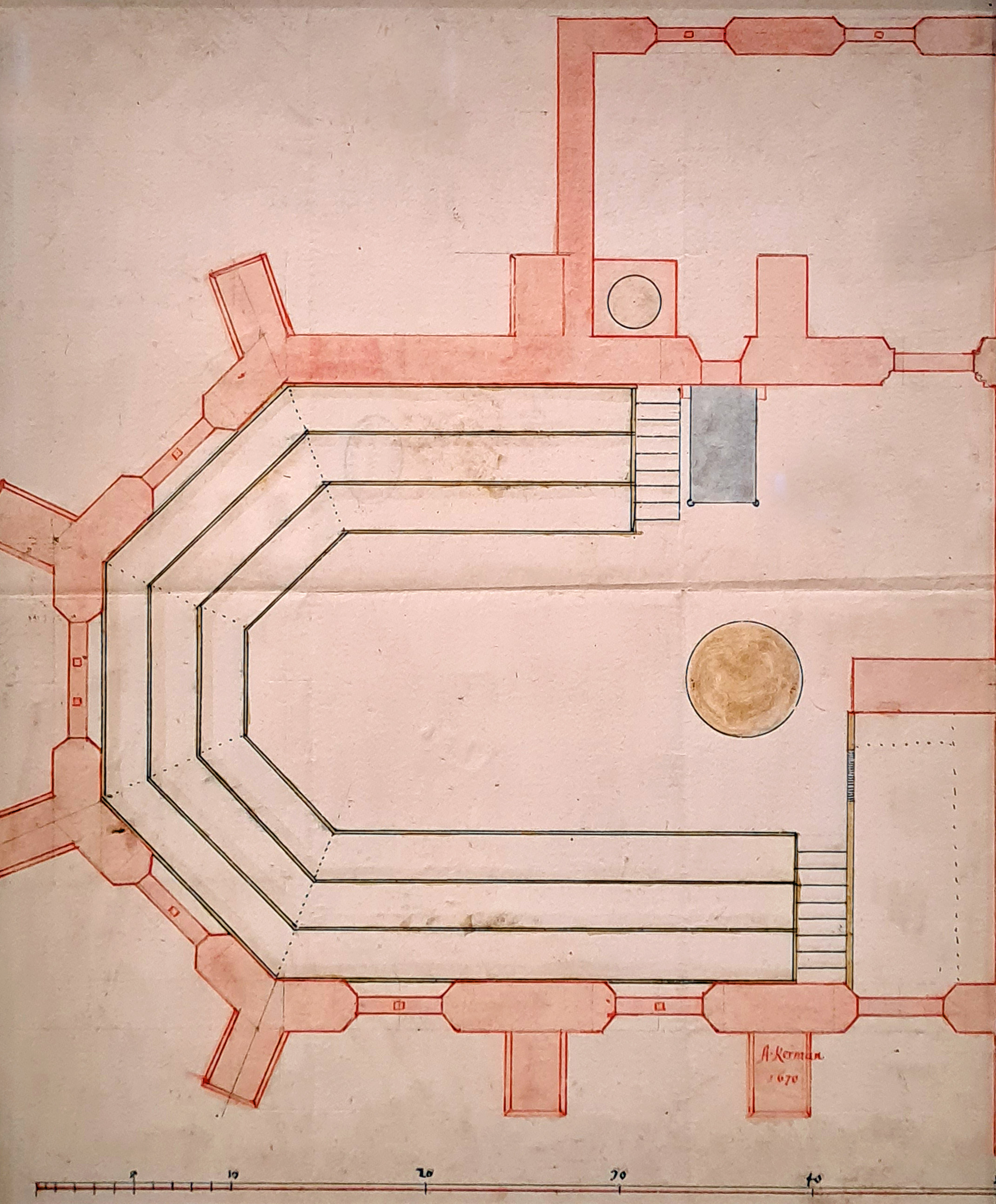
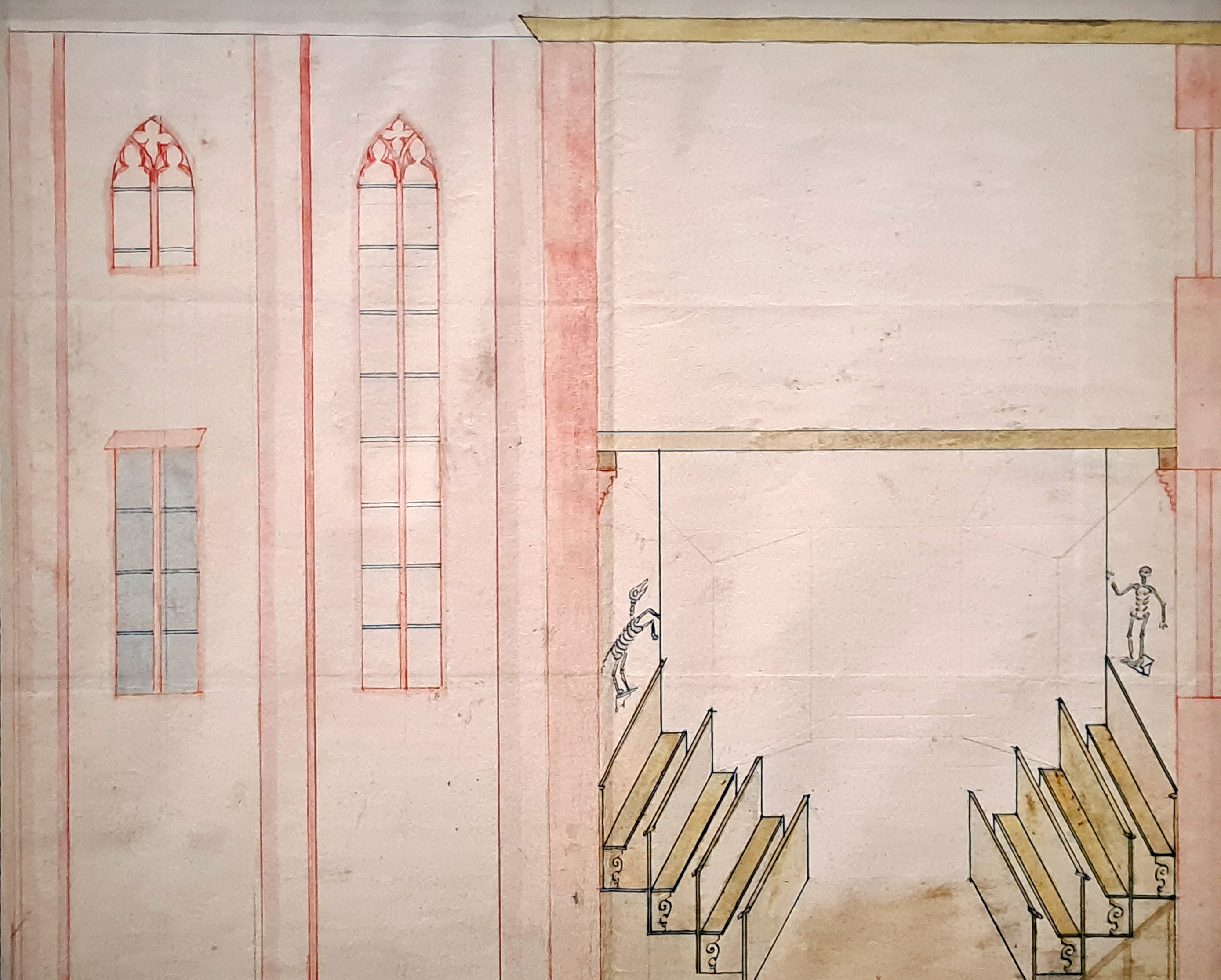

## 酒窖
酒窖建于1395年，本身就是一个旅游景点。几个世纪以来，许多患者通过留下适合发展成为大片葡萄园的土地来支付护理费用。1716年大火烧毁了大部分医院，只有酒窖幸免于难。这些酒窖每年生产约15万瓶琼瑶浆、麝香（Muscat）、雷司令和灰皮诺（Pinot Gris）。历史悠久的酒窖以其葡萄酒的质量而闻名，但不做任何广告，并将其全部利润再投资于购买医疗设备。在18世纪，斯特拉斯堡医院是阿尔萨斯最大的酒庄，生产和销售葡萄酒作为副业。患者每天喝两升酒。其中一个酒桶装着据称是地球上最古老的葡萄酒，其历史可追溯至1472年。

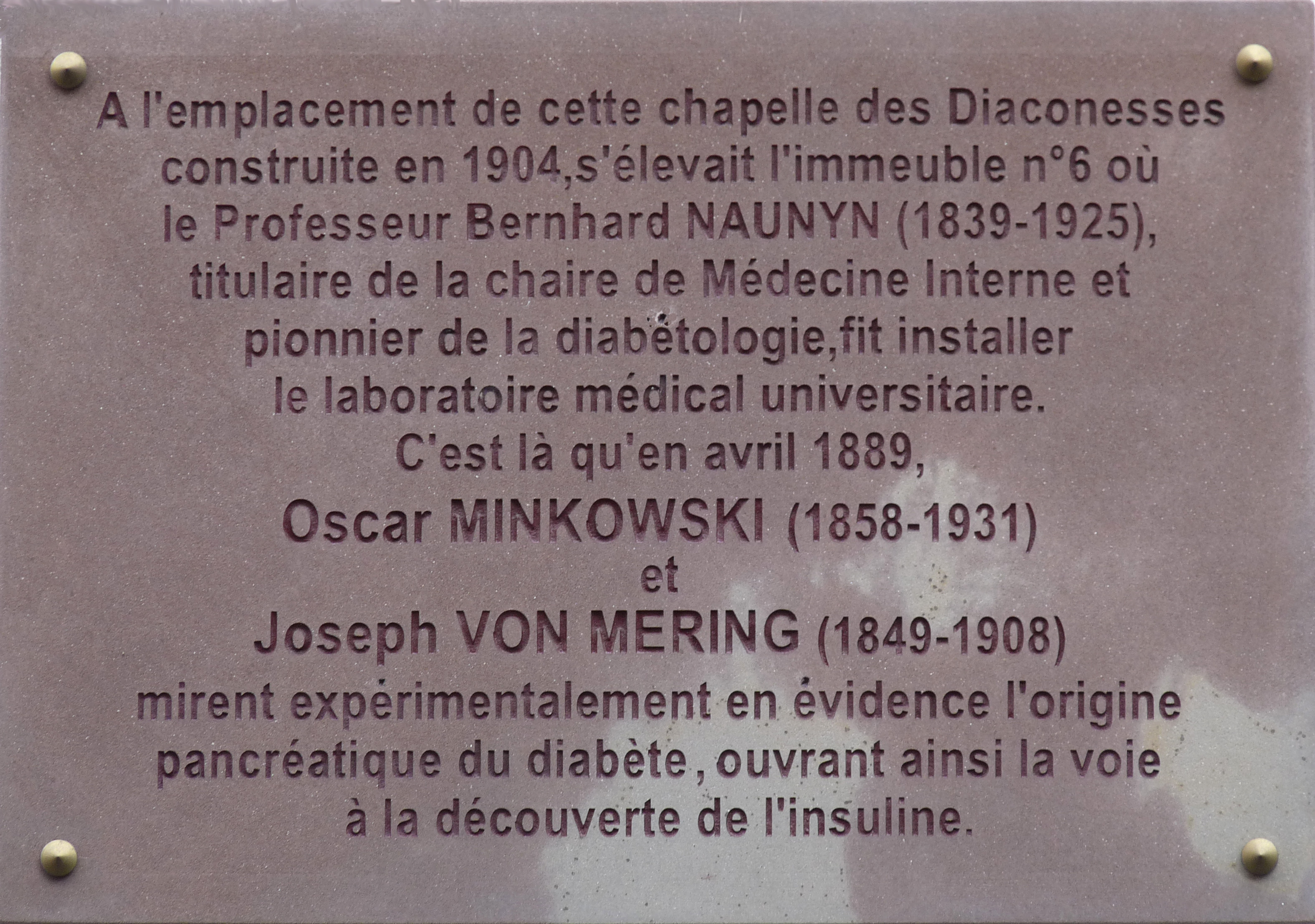